# Пакт Эберта — Грёнера

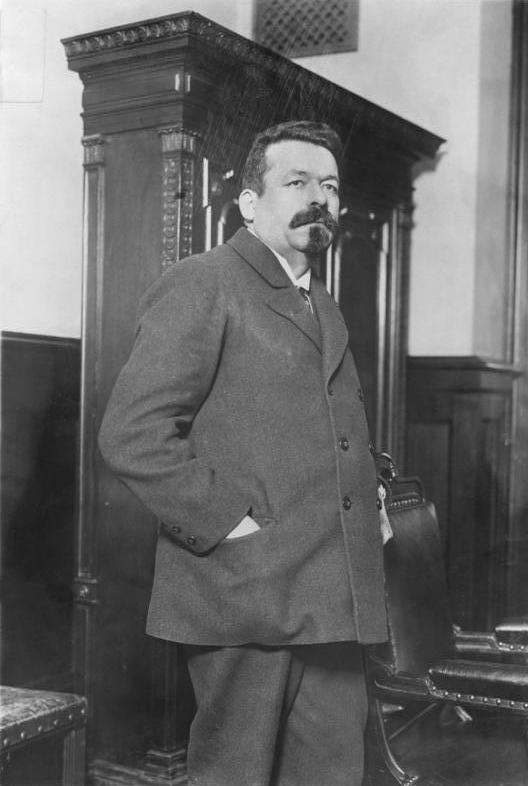
Председатель СДПГ Фридрих Эберт

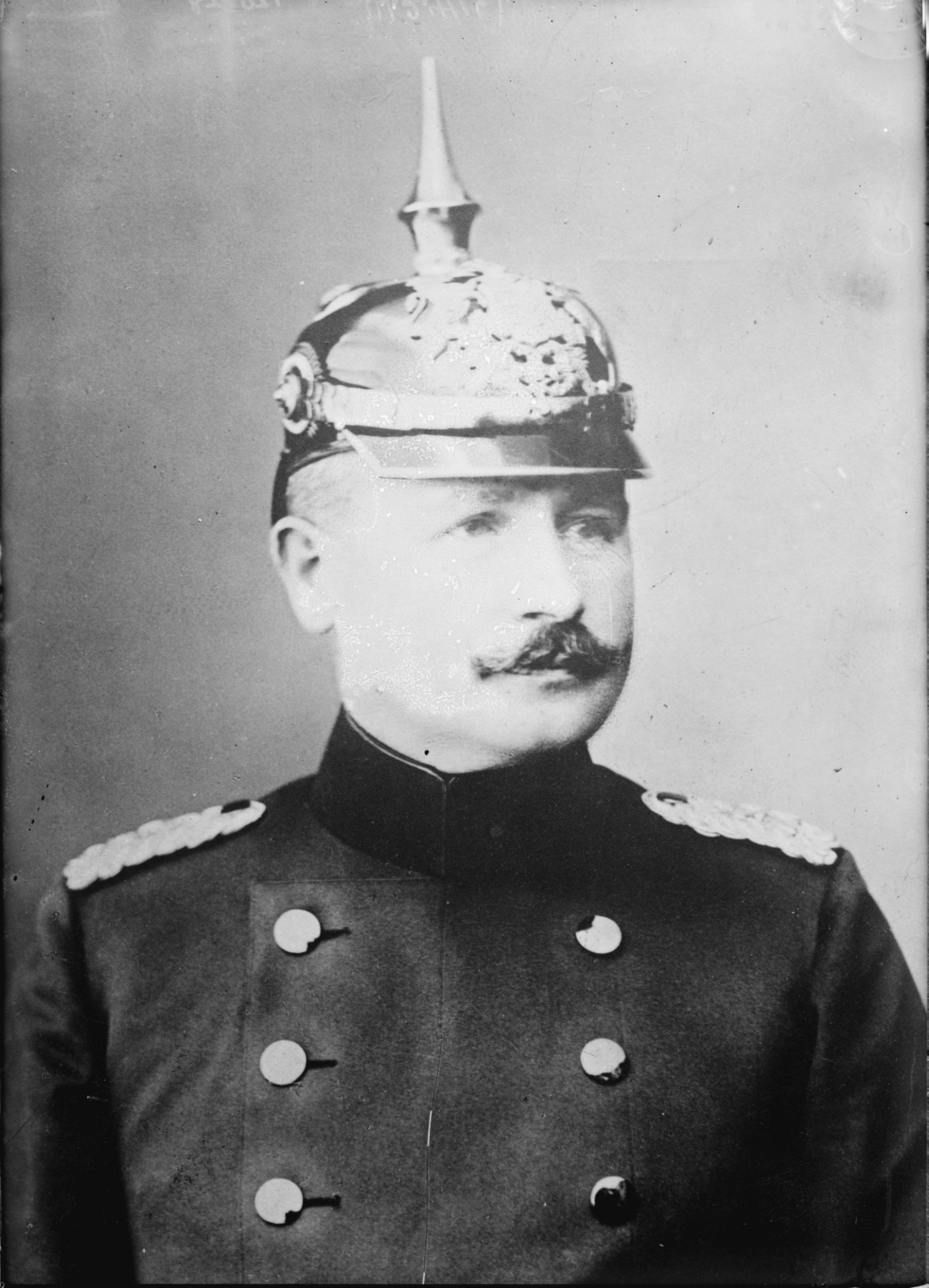
Генерал Вильгельм Грёнер

Пакт Эберта — Грёнера (нем. Ebert-Groener-Pakt) — соглашение о совместном противодействии леворадикальным группировкам, которое во время Ноябрьской революции 1918 года в Германии заключили председатель Социал-демократической партии Германии и член Совета народных уполномоченных Фридрих Эберт и глава Высшего военного командования генерал Вильгельм Грёнер. Этим соглашением Эберт намеревался упорядочить переход страны от монархии к демократии, но пакт привел на деле к кровавому подавлению социалистических восстаний. На начальном этапе пакт стабилизировал учреждённую в результате революции Веймарскую республику, но в долгосрочной перспективе тормозил демократические реформы монархически и антиреспубликански настроенного рейхсвера, который длительное время представлял собой «государство в государстве». Пакт стал достоянием общественности в 1924 году из показаний Грёнера на мюнхенском процессе по обвинению Эберта в измене родине.

## Предпосылки
В конце Первой мировой войны произошло Кильское восстание 1918 года, поводом для которого послужил бессмысленный с точки зрения матросов приказ руководства от 24 октября 1918 года направить флот на «последнюю решающую битву» с британцами, в ходе которой заведомо погибла бы большая часть матросов. В октябре началась реализация демократических реформ с целью достижения приемлемых условий для заключения мира на основе программы 14 пунктов. Передав власть, военное руководство добилось своего: вина за подписание позорного для страны, воспринимаемого как национальная катастрофа Версальского договора возлагалась большинством населения на демократов, которые были вынуждены это сделать.
Восстание матросов вылилось в охватившие всю страну революционные волнения, вызванные недовольством населения в связи с дефицитом продовольствия и крупными людскими потерями на войне. Ход революции определялся двумя противостоящими друг другу социалистическими партиями: с одной стороны, леворадикальной Независимой социал-демократической партией Германии, стремившейся создать в Германии социалистическую советскую республику, и, с другой стороны, Социал-демократической партией большинства, видевшей будущую Германию парламентской республикой. Разногласия во взглядах этих двух группировок внутри СДПГ привели к расколу партии.
Первый генерал-квартирмейстер Вильгельм Грёнер являлся преемником Эриха Людендорфа и вместе с Паулем фон Гинденбургом возглавлял военное командование. Фридрих Эберт состоял в Социал-демократической партии большинства. Своим единоличным решением Максимилиан Баденский предоставил ему полномочия рейхсканцлера. Он чётко высказывался против революционно-анархистских настроений, возникших на волне революции в России, и считал демократию важным этапом на пути к социализму. После Ноябрьской революции Эберт занял пост одного из двух председателей Совета народных уполномоченных и ведал вопросами обороны и внутренних дел страны.
9 ноября вопреки мнению Эберта социал-демократ Филипп Шейдеман провозгласил в Германии республику, опередив Карла Либкнехта, который спустя два часа провозгласил в стране «свободную социалистическую республику». В тот же день Совет народных уполномоченных, состоявший из членов Социал-демократической партии большинства и НСДПГ, принял на себя функции правительства.

## Причины
Левые радикалы настаивали на продолжении революции, социал-демократы стремились к стабилизации ситуации, добиться которой они пытались путём сотрудничества с элитой кайзеровской империи в военной, экономической и административной сфере. Элита поддержала позицию Социал-демократической партии большинства и благодаря количественному перевесу своих членов в советах рабочих и солдатских депутатов и игнорированию мнения членов Совета народных уполномоченных от НСДПГ было принято решение о сотрудничестве. Как следствие члены НДСПГ вышли из состава Совета народных уполномоченных.
Старое руководство требовалось в первую очередь для того, чтобы:
- после поражения в войне как можно быстрее вернуть на родину солдат и провести демобилизацию;
- выполнять дальнейшие условия, выдвинутые союзниками в соглашении о прекращении огня в целях снятия блокады с немецких портов;
- защитить молодое государство от леворадикальных спартакистов и предотвратить развязывание гражданской войны по примеру России;
- улучшить продовольственное снабжение населения;
- перевести военную экономику на мирные рельсы и подключить фронтовиков к мирному труду;
- восстановить транспортную систему.

Революционеры создали республиканские вооружённые силы, но они не отличались надёжностью.
Грёнер и военная верхушка были заинтересованы в сотрудничестве с новым правительством для того, чтобы:
- обеспечить существование армии и офицерского корпуса;
- предотвратить продолжение революции и победу большевизма;
- заключить мирный договор;
- иметь возможность быстро вернуть войска в Германию.

В основу совместных действий с СДПГ Грёнер положил идею «имперского патриотизма», сменившую доктрину верности кайзеру.

## Содержание
10 ноября в телефонном разговоре с Эбертом Грёнер заверил новое правительство в верности рейхсвера. Их общими целями были восстановление порядка, отпор большевизму и дисциплина в армии для защиты государства. В целях контроля военное руководство даже выдало распоряжение о создании советов рабочих и солдатских депутатов, но согласно пакту между Эбертом и Грёнером офицеры оставались в единоличном подчинении Грёнера. Генеральный штаб приступил к организации возвращения войск с фронта домой.

## Последствия
В долгосрочной перспективе союз Эберта и Грёнера имел явно негативные последствия, поскольку не было создано верной республике армии. Однако благодаря пакту со старым руководством рейхсвера, стоившему партии многих её сторонников, Социал-демократическая партия большинства предотвратила в 1918-1919 годах гражданскую войну. Антидемократически настроенная элита кайзеровской Германии была импортирована в новую республику и стала отчасти (как, например, в лице Вольфганга Каппа) её опасным врагом. На ключевые посты в государстве не были назначены демократически настроенные чиновники, что вследствие нехватки времени и огромного количества проблем было и невозможно реализовать. Советы, считавшие себя временными органами, не могли оказать поддержку Социал-демократической партии большинства и, проголосовав 16 декабря 1918 года за парламентскую республику, приняли решение о самороспуске.
29 декабря 1918 года после подавления фрайкором так называемого "рождественского восстания" члены НСДПГ вышли из состава Совета народных уполномоченных. Многие сторонники СДПГ перешли на сторону НДСПГ и в сформированную в конце декабря 1918 года Коммунистическую партию Германии, стоявшую на революционных позициях.
На созданный рейхсвер и отряды фрайкора можно было положиться в борьбе с коммунистическими и социалистическими восстаниями, что доказало подавление Январского восстания, но в 1920 году во время капповского путча они отказались выполнять приказы, потому что «рейхсвер не стреляет в рейхсвер» (Ханс фон Сект).